# Qianlong (dinosauriër)
Qianlong shouhu is een plantenetende dinosauriër, behorende tot de Sauropodomorpha, die tijdens de vroege Jura leefde in het gebied van het huidige China.

## Vondst en naamgeving
In Guizhou werden bij het dorp Zhuanpo, in Pingba, nabij Anshun, door Mei Shihui, Luo Zhenhuang en Luo Song Luo skeletten en eieren gevonden van een grote basale sauropodomorf. Die werden geprepareerd door Ding Jinchao.
In 2023 werd de typesoort Qianlong shouhu benoemd en beschreven door Han Fenglu, Yu Yilun, Zhang Shukang, Zeng Rong, Wang Xinjin, Cai Huiyang, Wu Tianzhuang, Wen Yingfeng, Cai Sifu, Li Chun, Wu Rui, Zhao Qi en Xu Xing. De geslachtsnaam combineert Qian, een alternatieve naam voor Ganzhou omdat het het afkortende ideogram van die provincie aanduidt, met long, Chinees voor "draak". Qianlong is ook de naam van een beroemde Chinese keizer. De soortaanduiding betekent "bewakend" in het Chinees omdat de skeletten als het ware nog de wacht hielden over de eieren.
Het holotype, GZPM VN001, is gevonden in de Zhenzhuchongafzetting van de Ziliujingformatie, die mogelijk dateert uit het Sinemurien. Het bestaat uit een postcraniaal skelet, grotendeels in verband liggend; zo'n dertig meter ten westen van deze postcrania werd ook een schedel met onderkaken gevonden waarvan aangenomen werd dat ze tot hetzelfde individu behoorden. Dat individu zou een volwassen exemplaar zijn geweest.
Daarnaast werden twee skeletten toegewezen, de specimina GZPM VN002 en GZPM VN003. Verder werden vijf legsels van eieren met embryo's toegewezen, de specimina GZPM VN004-008.

## Beschrijving

### Grootte en onderscheidende kenmerken
Qianlong is een forse soort met een lichaamslengte van ruwweg tien meter.
Verschillende onderscheidende kenmerken zijn vastgesteld. Een daarvan is een autapomorfie, een unieke afgeleide eigenschap. Het vijfde middenvoetsbeen heeft een kleine bult op de buitenste zijkant.
Daarnaast is er een unieke combinatie van op zich niet unieke kenmerken. De opgaande tak van de praemaxilla heeft aan de basis een ondiepe uitholling. De tanden zijn relatief recht met een overdwars asymmetrisch kroon zonder vertandingen. Het kaakgewricht ligt lager dan de bovenrand van het dentarium. Het retroarticulair uitsteeksel van de onderkaak, de hefboom die de muil sluit, is kort. De fenestra mandibularis externa, het zijvenster van de onderkaak, is klein. Het bovenkaaksbeen en het dentarium hebben goed ontwikkelde voedingskanalen. Het eerste middenhandsbeen is breder dan lang. Het vijfde middenvoetsbeen is bovenaan sterk verbreed, vijfmaal breder dan onderaan overdwars.

### Kenmerken van de embryo's
De embryo's tonen verschillende kenmerken die ook al van andere jongere sauropodomorfen bekend zijn. Schedel en onderkaken zijn relatief langer. De voorrand van de praemaxilla is rechter. Het aantal tanden ligt lager.
Andere embryonale kenmerken zijn echter alleen van Qianlong bekend. De voorste tak van het bovenkaaksbeen is laag en driehoekig in plaats van hoog. Langs de bovenste achterste tak van het bovenkaaksbeen loopt een smalle richel. Het retroarticulair uitsteeksel is lang.
De embryo's hebben ook langere armen, een teken dat de jongen op vier poten liepen.
De embryo's hebben ongeveer dezelfde grootte, een teken dat ze ongeveer gelijktijdig gelegd werden.

### Eieren
De eieren beslaan een oppervlakte van vijftien vierkante meter. Ze liggen en tot drie meter van de volwassen skeletten. Het kleinste legsel telt drie eieren, het grootste zestien. Het record voor basale sauropodomorfen is vierendertig. De eieren hebben een elliptisch profiel. De doorsnede is 115 bij 94 millimeter wat dichter bij die van typische sauropoden ligt, negen tot drieëntwintig centimeter dan die van andere basale sauropodomorfen, zes tot zeven centimeter. 
De eieren hebben een leerachtige schaal maar die werd bedekt door een kalkhoudende hardere buitenlaag van 160 micrometer dikte. Dat is dikker dan die van andere basale sauropodomorfen maar dunner dan die van de meeste dinosauriërs. De harde laag bestaat uit verticale kegelvormige kolommen, vijf tot tweemaal langer dan breed. Tussen de kolommen liggen relatief veel poriën. Dat wijst erop dat het nest vermoedelijk met plantenmateriaal bedekt was om uitdrogingen te beperken, een methode die algemeen was en is onder basale Archosauria. Het binnenste vlak heeft de vorm van kleine ronde kernen van waaruit calcietkorrels uitstralen. Het buitenste oppervlak bestaat uit kopse grotere prismatische korrels met talrijke kleine kanaaltjes.